# Emanuel Uggè
Emanuel Uggè (15. března 1835 Praha – 16. červenec 1907 Praha) byl pražský měšťan, činovník Sokola a především známý pražský uzenář. V tuzemském prostředí je původcem dnes všeobecně známé „neuzené uzeniny“, zvané talián.

## Životopis

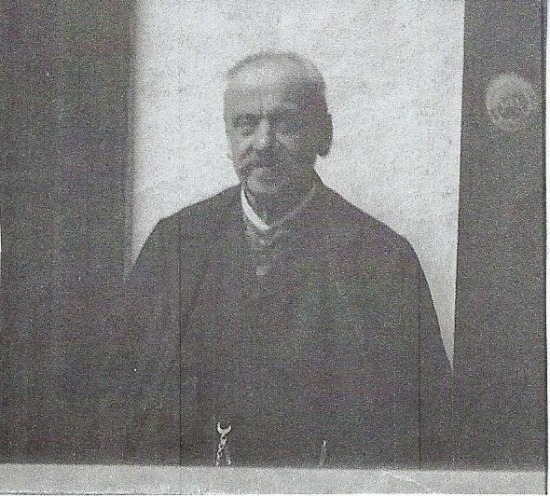
Jeden z mála dochovaných snímků Emanuela Uggè.

Emanuel Uggè byl italského původu. Narodil se však v Praze do rodiny obchodníka Alexandra Uggého a jeho ženy Marie. Roku 1858 se oženil s Marií Kratochwílovou. V roce 1886 se však v Čechách plně naturalizoval tím, že složil předepsaný měšťanský slib a stal se pražským měšťanem. V centru Prahy vlastnil dům, kde kromě jiného jako jeden z prvních v Praze provozoval uzenářskou živnost. 
Vedle svých podnikatelských aktivit byl Uggè mnoho let aktivním a váženým členem tělovýchovné jednoty Sokol. Byl uznáván jako její velký podporovatel, který se aktivně podílel na rozkvětu spolku. Uggè byl také osobním přítelem Jindřicha Fügnera, jednoho ze zakladatelů Sokola. Pohřben byl na Olšanských hřbitovech.
Jeho blízkým příbuzným byl známý pražský jazzový publicista stejného jména, hudební teoretik Emanuel Uggè (1900–1970).

## Talián
Přes mnohé aktivity ve spolkovém životě se Emanuel Uggè proslavil především jako uzenář, který v Čechách jako první vyráběl pivní pochoutky, známé dnes jako taliáni.
Jedná se o vařenou vepřovo-hovězí směs plněnou do střívek a naloženou do láku. V pravém slova smyslu tedy vlastně nejde o „uzeninu“. Mezi Pražany se Uggèho novinka stala rychle velice oblíbenou. Zpočátku Pražané nové chuťovce říkali „Uggeho pivní pochoutka“, z čehož se posléze stala „Uggovka“ (vyslovováno jako „Užovka“). Současně se také říkalo: „Jdu si dát svačinku k Taliánovi…“, později prostě „Jdu si dát taliána“. Tento název nakonec nad původní „Uggovkou“ zvítězil a stal se všeobecně užívaným.
Uzenář Uggè si svou pochoutku nijak právně nechránil, takže jeho „taliány“ brzy převzala i konkurence.